# چهارده‌جفته
چهارده‌جفته، روستایی از توابع بخش حمیل شهرستان اسلام‌آباد غرب در استان کرمانشاه ایران است.
رییس شورا نیز شیخی میباشد

## جمعیت
این روستا در دهستان هرسم قرار دارد و براساس سرشماری مرکز آمار ایران در سال ۱۳۸۵، جمعیت آن ۳۸۴ نفر (۸۲خانوار) بوده‌است.